# William FitzGerald-de Ros, XXIII barone de Ros
William Lennox Lascelles FitzGerald-de Ros, XXIII barone de Ros (Thames Ditton, 1º settembre 1797 – Strangford, 6 gennaio 1874) è stato un politico e generale inglese.

## Biografia
Era il terzo figlio di Lord Henry FitzGerald, quarto figlio di James FitzGerald, I duca di Leinster e di Lady Emily Lennox. Sua madre era Charlotte Boyle-Walsingham, XXI baronessa de Ros. Attraverso sua nonna paterna era un discendente di Carlo II.

## Carriera

### Carriera militare
Come figlio più giovane, William intraprese la carriera militare, unendosi al Yeomen of the Guard come una cornetta il 29 marzo 1819. In seguito divenne tenente il 24 agosto 1821, capitano il 23 ottobre 1824, maggiore il 5 giugno 1827 e tenente colonnello il 8 settembre 1831. Nel luglio 1835, de Ros e il conte di Durham viaggiarono per il Mar Nero per un anno e mezzo per indagare sui preparativi militari russi. È stato nominato un Gentleman Usher Quarter Waiter della regina Vittoria nel 1836, carica che mantenne fino al 1839, quando ereditò la baronia alla morte di suo fratello maggiore. Divenne colonnello, il 9 novembre 1846 e fu nominato Vice Luogotenente della Torre di Londra il 13 febbraio 1852.
Servì come Quartermaster-General dell'esercito britannico in Turchia durante la guerra di Crimea tra aprile e il luglio 1854, venne promosso a maggior generale il 20 giugno 1854. Fu promosso a tenente generale il 12 marzo 1861, nominato colonnello del 4° (Queen's Own) Hussars il 6 febbraio 1865 e promosso generale il 10 novembre 1868.

### Carriera politica
Nel febbraio 1852 fu nominato Capitano del Yeomen of the Guard e divenne membro del consiglio privato.

## Matrimonio
Sposò, il 7 giugno 1824 a Londra, Lady Georgiana Lennox (30 settembre 1795-15 dicembre 1891), figlia di Charles Lennox, IV duca di Richmond. Ebbero tre figli:
- Dudley FitzGerald-de Ros, XXIV barone de Ros (11 marzo 1827-29 aprile 1907);
- Frances Charlotte FitzGerald-de Ros (1830-21 febbraio 1851);
- Blanche Arthur Georgina FitzGerald-de Ros (1832-10 marzo 1910), sposò James Rannie Swinton, non ebbero figli.

## Morte
Morì il 6 gennaio 1874, a Old Court, Strangford.

## Ascendenza
|                                                  |                                 |                                     | Genitori                                |  |  | Nonni |  |  | Bisnonni                                |  |  | Trisnonni         |  |
|                                                  |                                 |                                     |                                         |  |  |       |  |  | Robert FitzGerald, XIX conte di Kildare |  |  | Robert FitzGerald |  |
|                                                  |                                 |                                     |                                         |  |  |       |  |  | Robert FitzGerald, XIX conte di Kildare |  |  | Robert FitzGerald |  |
|                                                  |                                 | Mary Clotworthy                     |                                         |  |  |       |  |  | Robert FitzGerald, XIX conte di Kildare |  |  |                   |  |
| James FitzGerald, I duca di Leinster             |                                 |                                     |                                         |  |  |       |  |  | Robert FitzGerald, XIX conte di Kildare |  |  |                   |  |
|                                                  |                                 | Mary O'Brien                        | William O'Brien, III conte di Inchiquin |  |  |       |  |  |                                         |  |  |                   |  |
|                                                  |                                 | Mary O'Brien                        | William O'Brien, III conte di Inchiquin |  |  |       |  |  |                                         |  |  |                   |  |
|                                                  |                                 | Mary O'Brien                        | Mary Villiers                           |  |  |       |  |  |                                         |  |  |                   |  |
| Henry FitzGerald                                 |                                 | Mary O'Brien                        |                                         |  |  |       |  |  |                                         |  |  |                   |  |
|                                                  |                                 | Charles Lennox, II duca di Richmond | Charles Lennox, I duca di Richmond      |  |  |       |  |  |                                         |  |  |                   |  |
|                                                  |                                 | Charles Lennox, II duca di Richmond | Charles Lennox, I duca di Richmond      |  |  |       |  |  |                                         |  |  |                   |  |
|                                                  |                                 | Charles Lennox, II duca di Richmond | Anne Brudenell                          |  |  |       |  |  |                                         |  |  |                   |  |
| Emily Lennox                                     |                                 | Charles Lennox, II duca di Richmond |                                         |  |  |       |  |  |                                         |  |  |                   |  |
|                                                  |                                 | Sarah Cadogan                       | William Cadogan, I conte Cadogan        |  |  |       |  |  |                                         |  |  |                   |  |
|                                                  |                                 | Sarah Cadogan                       | William Cadogan, I conte Cadogan        |  |  |       |  |  |                                         |  |  |                   |  |
|                                                  |                                 | Sarah Cadogan                       | Margaretta Cecilia Munter               |  |  |       |  |  |                                         |  |  |                   |  |
| William FitzGerald-de Ros, XXIII barone de Ros   |                                 | Sarah Cadogan                       |                                         |  |  |       |  |  |                                         |  |  |                   |  |
|                                                  | Henry Boyle, I conte di Shannon | Henry Boyle                         |                                         |  |  |       |  |  |                                         |  |  |                   |  |
|                                                  | Henry Boyle, I conte di Shannon | Henry Boyle                         |                                         |  |  |       |  |  |                                         |  |  |                   |  |
|                                                  | Henry Boyle, I conte di Shannon | Mary O'Brien                        |                                         |  |  |       |  |  |                                         |  |  |                   |  |
| Robert Boyle-Walsingham                          | Henry Boyle, I conte di Shannon |                                     |                                         |  |  |       |  |  |                                         |  |  |                   |  |
|                                                  |                                 | Henrietta Boyle                     | Charles Boyle, II conte di Burlington   |  |  |       |  |  |                                         |  |  |                   |  |
|                                                  |                                 | Henrietta Boyle                     | Charles Boyle, II conte di Burlington   |  |  |       |  |  |                                         |  |  |                   |  |
|                                                  |                                 | Henrietta Boyle                     | Juliana Noel                            |  |  |       |  |  |                                         |  |  |                   |  |
| Charlotte Boyle-Walsingham, XXI baronessa de Ros |                                 | Henrietta Boyle                     |                                         |  |  |       |  |  |                                         |  |  |                   |  |
|                                                  |                                 | Charles Hanbury Williams            | John Hanbury                            |  |  |       |  |  |                                         |  |  |                   |  |
|                                                  |                                 | Charles Hanbury Williams            | John Hanbury                            |  |  |       |  |  |                                         |  |  |                   |  |
|                                                  |                                 | Charles Hanbury Williams            | Bridget Ayscough                        |  |  |       |  |  |                                         |  |  |                   |  |
| Charlotte Hanbury-Williams                       |                                 | Charles Hanbury Williams            |                                         |  |  |       |  |  |                                         |  |  |                   |  |
|                                                  |                                 | Frances Coningsby                   | Thomas Coningsby, I conte di Coningsby  |  |  |       |  |  |                                         |  |  |                   |  |
|                                                  |                                 | Frances Coningsby                   | Thomas Coningsby, I conte di Coningsby  |  |  |       |  |  |                                         |  |  |                   |  |
|                                                  |                                 | Frances Coningsby                   | Frances Jones                           |  |  |       |  |  |                                         |  |  |                   |  |
|                                                  |                                 | Frances Coningsby                   |                                         |  |  |       |  |  |                                         |  |  |                   |  |